# Route nationale 702
Pour les articles homonymes, voir Route 702.
La route nationale 702 ou RN 702 était une route nationale française reliant Lubersac à la RN 20, sur la commune de Saint-Ybard.
À la suite de la réforme de 1972, la RN 702 a été déclassée en RD 902.

## Ancien tracé de Lubersac à Saint-Ybard (D 902)
- Lubersac D 902
- Chez le Turc (commune de Saint-Martin-Sepert)
- Le Vert (commune de Saint-Martin-Sepert)
- La Rade (commune de Saint-Ybard)
- Montfumat (commune de Saint-Ybard)
- RN 20 D 902